# Арройо-де-Сан-Серван
Арройо-де-Сан-Серван (ісп. Arroyo de San Serván) — муніципалітет в Іспанії, у складі автономної спільноти Естремадура, у провінції Бадахос. Населення — 4274 особи (2010).
Муніципалітет розташований на відстані близько 290 км на південний захід від Мадрида, 44 км на схід від Бадахоса.

## Демографія
Динаміка населення (INE ):